# Líjar
Líjar község Spanyolországban, Almería tartományban. Lakosainak száma 393 fő (2024).

## Földrajza
Líjar Albanchez, Cóbdar, Alcudia de Monteagud, Chercos, Macael, Fines és Cantoria községekkel határos.

## Népesség
A település lakosságának változását az alábbi diagram mutatja:
| Lakosok száma | 519  | 504  | 498  | 507  | 478  | 435  | 411  | 390  | 398  | 393  |
|               | 2001 | 2004 | 2006 | 2009 | 2011 | 2014 | 2016 | 2019 | 2021 | 2024 |